# Liten silversida
Liten silversida (Atherina boyeri) är en fisk i familjen silversidefiskar, som alla kännetecknas av att de har ett brett, silverfärgat band längs kroppssidan. Liten silversida lever längs östra Atlantkusten. Den kallas även mindre prästfisk.

## Utseende
Den lilla silversidan är en liten, avlång fisk med underbett som är lik prästfisken och likt den påminner om en sill, men har taggstrålar i den främre ryggfenan (sillen har bara mjukstrålar). Ögat är stort, proportionsvis större än hos prästfisken. Även munnen, som har underbett, är större än hos prästfisken. Till skillnad från den är rygg- och analfenornas kanter raka eller endast svagt konkava. Ryggen är blågrönaktig, och skild från de silvergrå sidorna och buken av en silverglänsande sidostrimma. Maximala längden är 20 cm, men är oftast mindre.

## Vanor
Arten är en stimfisk, som är vanlig både i salt och bräckt vatten samt, något mindre ofta, i sötvatten (där den förekommer inte bara i floder utan även i sjöar). I saltvatten och floder tenderar den att vara en bottenfisk, medan den är pelagisk i sjöar. Den lever på kräftdjur, blötdjur, maskar och fisklarver. Den lilla silversidan leker under vår och sommar (exakt tid varierar geografiskt). Maximal livslängd upp till 4 år.

## Taxonomi
Tre underarter finns:
- A. boyeri boyeri
- A. boyeri pontica (Eichwald, 1838) - förekommer i ryska vatten
- A. boyeri caspia (Eichwald, 1838) - som ovanstående en rysk underart

## Utbredning
Det huvudsakliga utbredningsområdet är Medelhavet med Svarta havet, angränsande områden som Spanien, Portugal och norröver till Loires flodområde i Frankrike samt vidare söderut till Madeira och Mauretanien. Separata populationer finns emellertid också i Sydengland och Nederländerna. Underarten A. boyeri pontica finns i Svarta havet och Azovska sjön, medan A. boyeri caspia finns i Kaspiska havet.